# Theodor Curti

Theodor Curti

Carl Theodor Curti (* 24. Dezember 1848 in Rapperswil; † 13. Dezember 1914 in Thun) war ein schweizerisch-deutscher Journalist und Politiker.

## Leben
Als Sohn eines Rechtsanwalts und Stadtschreibers geboren, studierte Curti nach dem Besuch der Lateinschule in Rapperswil und der Kantonschule in St. Gallen zuerst Medizin, später Rechtswissenschaft und Philosophie in Genf, Zürich und Würzburg. Während seines Studiums wurde er 1867 Gründungsmitglied der damaligen Studentenverbindung und späteren Burschenschaft Adelphia Würzburg. Ab 1870 arbeitete er für die Frankfurter Zeitung, unter anderem als Kriegsberichterstatter im Elsass. 1871 wurde er Redaktor der St. Galler Zeitung und war von 1873 bis 1879 politischer Redaktor der Frankfurter Zeitung. Wegen seines Kampfes für Pressefreiheit und Demokratie wurde er auf Veranlassung Bismarcks 1875 für zwei Monate inhaftiert, dann jedoch freigesprochen. 1879 war er an der Gründung der Zeitung Züricher Post beteiligt, deren Chefredaktor er bis 1894 war.
Von 1881 bis 1890 sowie von 1896 bis 1902 gehörte Curti für den Kanton St. Gallen dem Nationalrat an, dazwischen war er Abgeordneter für den Kanton Zürich. Er galt als geistiger Führer des demokratischen linken Flügels der St. Galler Liberalen und gründete 1896 die Sozialpolitische Gruppe im Nationalrat, der er als Fraktionspräsident von 1896 bis 1902 vorstand. 1887 war er Mitgründer des Arbeiterbundes. Er gehörte dem Kantonsrat von Zürich (1891–1894) und dem Grossen Stadtrat von Zürich (1892–1894) an. Von 1894 bis 1902 war er für die Demokraten Regierungsrat des Kantons St. Gallen. 1897 kandidierte er ohne Erfolg als Bundesrat. Von 1898 bis 1900 war er St. Galler Landammann. Als solcher war massgebend bei der Gründung der Handelsakademie St. Gallen beteiligt. 1902 wurde er deutscher Staatsbürger und war bis 1914 Direktor der Frankfurter Zeitung. Nach Beginn des Ersten Weltkriegs kehrte er in die Schweiz zurück.

## Werke (Auswahl)
- Blumensträusse: Gedichte. Stuber, Würzburg 1868.

- Die deutsche Studentenschaft: eine academische Zeitstudie; zugleich Entgegnung auf die neuesten Flugschriften der Corpsstudenten und Burschenschafter. Stuber, Würzburg 1869.
- Johann Elmer. Roman, 3 Bde. Rumpler, Hannover 1876.
- Die Reaktion und der Liberalismus: Rede, gehalten in der polizeilich aufgelösten Sitzung des Frankfurter Demokratischen Vereins v. 1./7. 78. Zürich 1878.
- Geschichte der schweizerischen Volksgesetzgebung (Zugleich eine Geschichte des schweizerischen Demokratie). Dalp, Bern 1882.
- Die Entstehung der Sprache durch Nachahmung des Schalles. Schweizerbart, Stuttgart 1885.
- Stimmungen und Gedanken: ein lyrisches Tagebuch. Verl.-Magazin, Zürich 1889.
- Die Sprachschöpfung: Versuch einer Embryologie der menschlichen Sprache. Stuber, Würzburg 1890.

- Catilina: Ein Trauerspiel von Theodor Curti. Schröter, Zürich 1892.
- Im Bundesratshaus: Federzeichnungen. Verl.-Magazin, Zürich 1894.

- Paracelsus: ein Trauerspiel. Verl.-Magazin, Zürich 1894.

- Schweizer Geflügelte Worte. Orell Füßli, Zürich 1896.

- Die Schweizerischen Volksrechte 1848 bis 1900. K. J. Wyss, Bern 1900.

- Geschichte der Schweiz im 19. Jahrhundert. Zahn, Neuenburg 1902.

- zusammen mit Alexander Giesen: Das Wahlrecht: Geschichte und Kritik. Rütten & Loening, Frankfurt a. M. 1908.

- Das Fest des Empedokles: Ein dramat. Gedicht. Rascher, Zürich 1909.
- Oscar Wettstein (Hrsg.): Sang der Zeiten von Theodor Curti. Orell Füßli, Zürich 1915.